# Schluchsee (gmina)

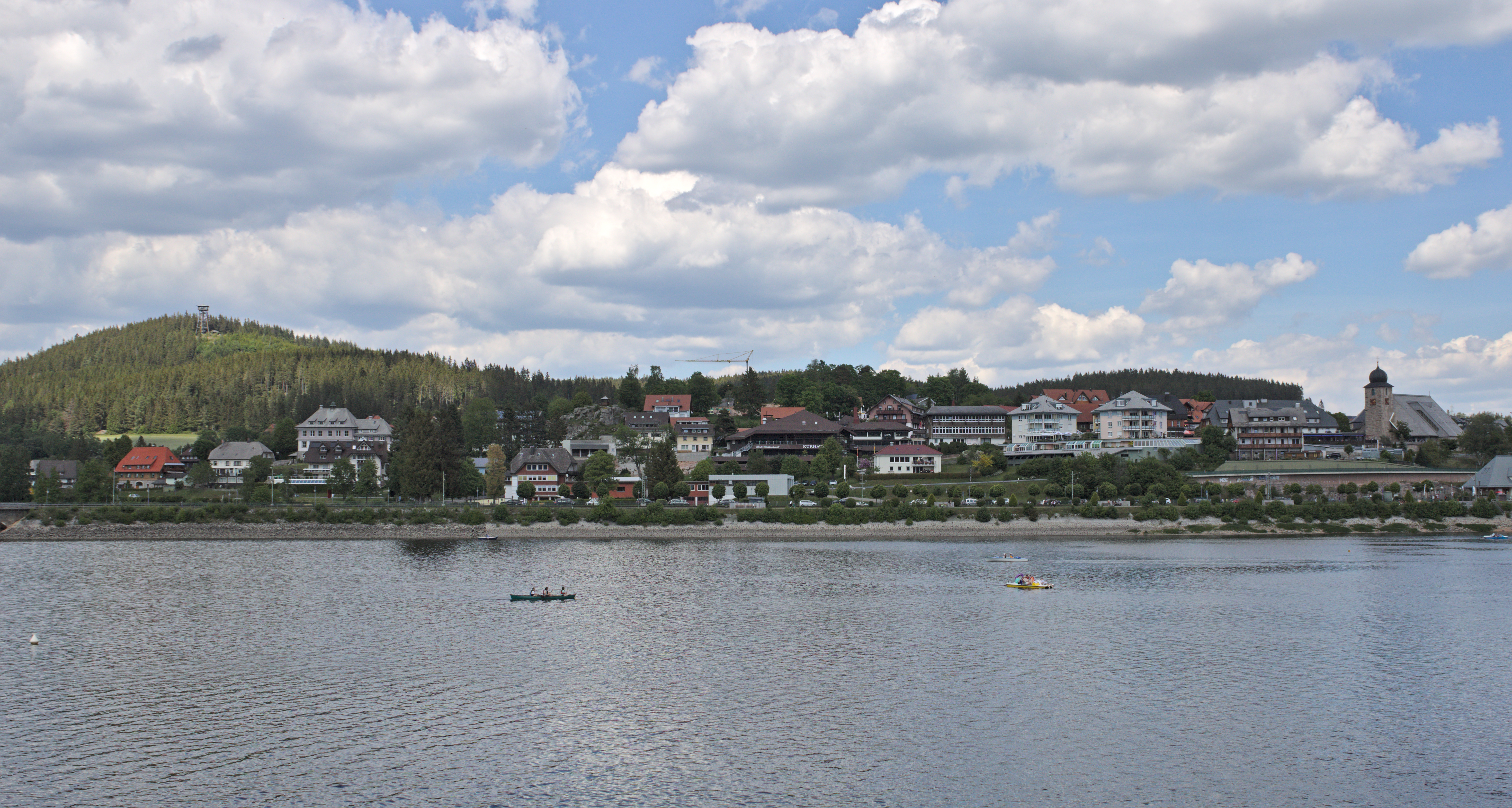
Schluchsee od strony jeziora

Schluchsee – gmina uzdrowiskowa w Niemczech, w kraju związkowym Badenia-Wirtembergia, w rejencji Fryburg, w regionie Südlicher Oberrhein, w powiecie Breisgau-Hochschwarzwald, siedziba wspólnoty administracyjnej Vereinbarte Verwaltungsgemeinschaft Schluchsee. Leży nad jeziorem Schluchsee, ok. 12 km na wschód od Titisee-Neustadt.